# ایوان پاسر
ایوان پاسر (چکی: Ivan Passer؛ زادهٔ ۱۰ ژوئیهٔ ۱۹۳۳ – درگذشته ۹ ژانویه ۲۰۲۰) کارگردان فیلم و فیلم‌نامه‌نویس اهل جمهوری چک بود.
او یکی از چهره‌های شاخص موج نوی چکسلواکی در اواسط دههٔ ۶۰ میلادی است و همکاری نزدیکی با میلوش فورمن در بسیاری از فیلم‌هایش داشته‌است.
به‌دنبال تهاجم اعضای پیمان ورشو به چکسلواکی در ۱۹۶۸ میلادی، ایوان پاسر با مساعدت‌های کارلو پونتی از کشور خارج و به غرب آمد و از آن هنگام به بعد، در ایالات متحده آمریکا زندگی می‌کند.
از فیلم‌هایی که در آن‌ها نقش داشته می‌توان به راه کاتر خانه به‌دوش اشاره نمود.